# Carlo Payer
Carlo Payer (Milán, Provincia de Milán, Italia, 25 de octubre de 1890 - Chiavenna, Provincia de Sondrio, Italia, 29 de octubre de 1978) fue un futbolista italiano. Se desempeñaba en la posición de centrocampista.

## Clubes
| Club           | País   | Año         |
| -------------- | ------ | ----------- |
| Inter de Milán | Italia | 1909 - 1912 |
| Juventus F. C. | Italia | 1913 - 1914 |

## Palmarés

### Campeonatos nacionales
| Título                     | Club           | País   | Año     |
| -------------------------- | -------------- | ------ | ------- |
| Primera División de Italia | Inter de Milán | Italia | 1909-10 |